# U-967
| U-967                      | U-967                                                          | U-967                                                          |
| -------------------------- | -------------------------------------------------------------- | -------------------------------------------------------------- |
|                            |                                                                |                                                                |
|                            |                                                                |                                                                |
|                            |                                                                |                                                                |
| Під прапором               | Третій рейх                                                    | Третій рейх                                                    |
| Спуск на воду              | 4 лютого 1943 року                                             | 4 лютого 1943 року                                             |
| Виведений зі складу флоту  | 19 серпня 1944 року                                            | 19 серпня 1944 року                                            |
| Сучасний статус            | затоплений                                                     | затоплений                                                     |
| Проєкт                     |                                                                |                                                                |
| Тип ПЧ                     | Торпедний ДПЧ                                                  | Торпедний ДПЧ                                                  |
| Основні характеристики     |                                                                |                                                                |
| Швидкість (надводна)       | 17,7 вузла                                                     | 17,7 вузла                                                     |
| Швидкість (підводна)       | 7,6 вузла                                                      | 7,6 вузла                                                      |
| Робоча глибина занурення   | 100 м                                                          | 100 м                                                          |
| Гранична глибина занурення | 220 м                                                          | 220 м                                                          |
| Екіпаж                     | 44 особи                                                       | 44 особи                                                       |
| Розміри                    |                                                                |                                                                |
| Довжина найбільша (по КВЛ) | 67,1 м                                                         | 67,1 м                                                         |
| Ширина корпусу найб.       | 6,2 м                                                          | 6,2 м                                                          |
| Висота                     | 9,6 м                                                          | 9,6 м                                                          |
| Середня осадка (по КВЛ)    | 4,70 м                                                         | 4,70 м                                                         |
| Водотоннажність надводна   | 769 т                                                          | 769 т                                                          |
| Озброєння                  |                                                                |                                                                |
| Артилерія                  | одна палубна гармата калібру 88-мм, одна 20-мм зенітна гармата | одна палубна гармата калібру 88-мм, одна 20-мм зенітна гармата |
| Торпедно- мінне озброєння  | 4 носових і один кормовий ТА. 14 торпед або 26 мін             | 4 носових і один кормовий ТА. 14 торпед або 26 мін             |

U-967 — німецький підводний човен типу VIIC, часів Другої світової війни.
Замовлення на будівництво човна було віддане 5 червня 1941 року. Човен був закладений на верфі суднобудівної компанії «Blohm + Voss» у Гамбурзі 16 травня 1942 року під заводським номером 167, спущений на воду 4 лютого 1943 року, 11 березня 1943 року увійшов до складу 5-ї флотилії. Також за час служби перебував у складі 6-ї та 29-ї флотилій.
Човен зробив 3 бойових походи, в яких потопив 1 військовий корабель.
Затоплений власним екіпажем 19 серпня 1944 року поблизу Тулона (43°05′ пн. ш. 05°56′ сх. д. / 43.083° пн. ш. 5.933° сх. д.) для запобігання захопленню союзними військами та через завдані важкі пошкодження під час повітряних атак американських літаків 5 липня, 11 липня та 6 серпня. 2 члени екіпажу загинули, кількість врятованих невідома.

## Командири підводного човна
- Оберлейтенант-цур-зее Герберт Ледер (11 березня 1943 — квітень 1944);
- Корветтен-капітан Альбрехт Бранді (квітень 1944 — 1 липня 1944)
- Оберлейтенант-цур-зее Гайнц-Ойген Ебербах (2 липня 1944 — 12 липня 1944)

## Потоплені та пошкоджені кораблі[3]
| Назва      | Тип                  | Належність | Дата          | Тоннаж (БРТ) | Вантаж | Статус    | Місце                                                     |
| «Фічтелер» | ескортний міноносець | США        | 5 травня 1944 | 1 300        |        | потоплено | 36°07′ пн. ш. 2°40′ зх. д. / 36.117° пн. ш. 2.667° зх. д. |